# ۴۵۰ (پیش از میلاد)
۴۵۰ (پیش از میلاد) ۴۵۰مین سال قبل از تقویم میلادی است.